# Двірняк Станіслав Михайлович
Станіслав Михайлович Двірняк (нар. 12 лютого 1947, с. Шендерівці, Корсунь-Шевченківський район Черкаська область) — український поет, краєзнавець, учитель. 

## Життєпис
Станіслав Михайлович Двірняк народився 12 лютого 1947 року у селі Шендерівці Корсунь-Шевченківського району Черкаської області у селянській родині.
У 1954—1965 роках навчався в Шендерівській середній школі, котру закінчив із срібною медаллю. Після закінчення школи навчався у Челябінському політехнічному інституті. Відвідував літературну студію для поетів-початківців при Челябінському Палаці культури залізничників. Тут познайомився з творчістю Р. Рождественського, А. Вознесенського, Є. Євтушенка. Вплив на становлення та формування світогляду і моральних орієнтирів Двірняка С. М. мала творчість поетів-бардів Булата Окуджави та Володимира Висоцького.
У 1967—1969 роках перебував на службі у лавах Радянської Армії.
У 1969 році повернувся до рідного села. Працював художником у Будинку культури, спортивним інструктором колгоспу, лаборантом у школі. Заочно навчався на фізико-математичному факультеті Черкаського державного педагогічного інституту імені 300-річчя возз'єднання України з Росією, який закінчив у 1977 році.
У 1975—2015 роках працював у Комарівській загальноосвітній школі вчителем математики. За участі Станіслава Михайловича Двірняка в 1990 році тут було відкрито Тарасову світлицю — духовно-культурний центр патріотичного виховання учнів. А в 1991 році за задумом Двірняка у школі відкрито Музей української пісні, експозиція якого показує життєвий шлях українця від колискової пісні, що співала мати, через колядки, щедрівки, веснянки, родинно-побутові пісні до пісень-голосінь, що виконувалися над небіжчиком.
Із 1990 року Станіслав Михайлович, перекваліфікувавшись, викладав  народознавство в Комарівській загальноосвітній школі та зі своїми учнями збирав місцевий фольклор, записував обряди, звичаї. Разом із колективом школи відродив прадавнє свято вшанування весни — Зелений Шум.
Працюючи в 1992 році соціальним педагогом у Шендерівській загальноосвітній школі (нині — Шендерівська гімназія-філія Стеблівського ліцею-опорного закладу загальної середньої освіти імені І. С. Нечуя-Левицького), Станіслав Михайлович Двірняк створив дитячо-юнацьку організацію нового типу - Велике Товариство Золотого Кола.
За вагомий внесок у розвиток освіти, успіхи у навчанні і вихованні дітей Станіслав Михайлович Двірняк нагороджений нагрудними знаками Відмінник народної освіти УРСР у 1990 році та Відмінник освіти України у 1992 році.
Станіслав Михайлович Двірняк став ініціатором проведення Свята козацької слави у селі Виграїв, Свята гумору у селищі Стеблів — батьківщині Івана Семеновича Нечуя-Левицького, пісенного свята у селі Квітки, де народився композитор Кирило Стеценко.
Станіслав Михайлович Двірняк був депутатом Корсунь-Шевченківської районної ради двох скликань з 1998 по 2002 та з 2002 по 2006 роки.

## Творчість
На формування світогляду майбутнього поета безперечний вплив мали батьки, які серед ровесників, народжених на початку XX століття в Російській імперії, відрізнялись своєю освіченістю і внутрішньою інтелігентністю. У сім'ї панував культ книги. Мати, Ганна Федорівна, на відмінно закінчила Шендерівську церковно-парафіяльну школу, мріяла стати вчителем, та завадила Перша світова війна. Дуже любила співати, знала не одну сотню народних пісень. Батько, Михайло Андрійович, у 1937 році закінчив Дніпродзержинський металургійний технікум.
Писати вірші почав ще в юнацькі роки. У 1962 році це дружні шаржі на однокласників у шкільній стінгазеті. Потім  у 1965 році була участь у шкільному конкурсі, присвяченому 150-річчю з дня народження Тараса Григоровича Шевченка та перші публікації в районній газеті Надросся тоді ще [«Ленінським шляхом»], присвячені темам сучасності, Другої світової війни, першого кохання.
Після «творчого застою», у 1985—1991 роках, під впливом атмосфери Перебудови, а пізніше національного відродження та становлення української державності настає справжнє творче піднесення. У ці роки Станіслав Михайлович активно друкується в районній, обласній (Молодь Черкащини, Нова доба, Педагогічний вісник), всеукраїнській (Слово, Самостійна Україна, «Освіта», Сільські вісті) пресі з публіцистичними, українознавчими статтями, нарисами, поезіями. У 1992 році деякі поезії Станіслава Михайловича Двірняка були надруковані у найстарішій українській газеті Канади «Український голос» та інших часописах діаспори. За вірші «До земляків поза Україною сущих» та «Рідній мові» він отримав подяку від Конґресу Українців Канади.
У 1994 році в Черкаському видавництві «Інлес» вийшла перша поетична збірка Станіслава Михайловича «Між блискавиць». У 2002 році з нагоди 55-річчя нагороджений Грамотою Національної спілки письменників України за багаторічну працю на літературній ниві, невтомну пропаганду художнього слова, активну громадянську позицію у відстоюванні національної культури та збереження народних традицій. У 2005 році надруковано збірку поезій «Душе моя, молись», у 2006 році — збірку «Одцвітають жита». У 2007 році відзначений Дипломом лауреата районної місцевої премії в галузі літератури імені І. С. Нечуя-Левицького.
Багато віршів поета покладено на музику. Серед них «На Бойковім полі», «Батьків заповіт», «Білий туман», «Острів любові», «Хоче жити село» та інші. «Песня о погибшем брате» присвячена Марку Алфьорову, брату відомого фізика, лауреата Нобелівської премії Жореса Алфьорова, який загинув у лютому 1944 року, беручи участь у Корсунь-Шевченківській битві, визволяючи село Хильки від німецької окупації. Пісні на слова Станіслава Михайловича Двірняка виконуються на сценічних підмостках не тільки Корсунь-Шевченківського району, а й України.
У лютому 2017 року до сімдесятиріччя письменника вийшла його нова збірка «Я — подорожній».